# Château de Fozières
Le château de Fozières est une ancienne demeure seigneuriale du XIIe siècle modifiée au XVIIe siècle.
Cet édifice inscrit au titre des monuments historiques se situe dans la commune de Fozières, département de l'Hérault.

## Protection
Les trois tours, les salles voûtées et la cheminée en pierre du premier étage font l’objet d’une inscription au titre des monuments historiques depuis le 12 février 1951.